# Hieracium tucumanicum
Hieracium tucumanicum là một loài thực vật có hoa trong họ Cúc. Loài này được (Zahn) Sleumer mô tả khoa học đầu tiên năm 1956.